# Robert von Boswell

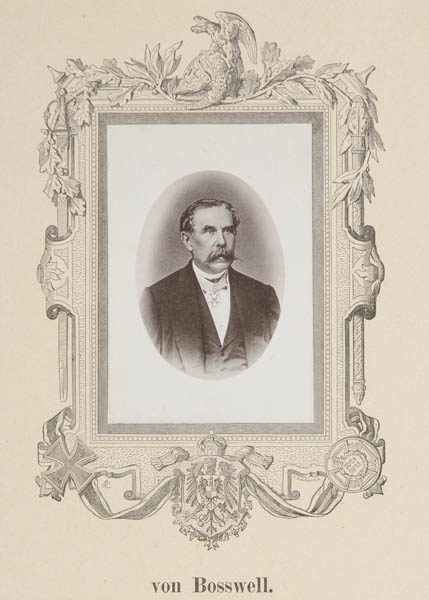
Robert von Boswell (1816–1876)

Ferdinand Robert Heinrich Alexander von Boswell (* 4. September 1816 in Nimmersatt; † 11. Juni 1876 in Görlitz) war ein preußischer Generalmajor.

## Leben

### Herkunft
Robert war der Sohn des preußischen Leutnants  a. D. und Rendanten des Zollamtes Laugallen bei Memel, August Ferdinand von Boswell und dessen Ehefrau Karoline, geborene Hoyer.

### Werdegang
Nach dem Besuch der höheren Bürgerschule in Memel sowie den Kadettenhäusern in Kulm und Berlin wurde Boswell am 5. August 1833 als Sekondeleutnant dem 18. Infanterie-Regiment der Preußischen Armee überwiesen. Zugleich war er 1836/37 als Lehrer an der Divisionsschule der 10. Division tätig. Vom 1. Oktober 1838 bis zum 30. September 1839 wurde er zum 5. kombinierten Reserve-Bataillon kommandiert. Boswell stieg Anfang Juni 1847 zum Premierleutnant auf und nahm im Jahr darauf bei der Niederschlagung der Unruhen in Polen an den Gefechten bei Gostyń und Xions teil. Anschließend wurde er am 15. Oktober 1848 für vier Wochen zur Gewehrfabrik in Sömmerda sowie vom 8. Mai 1849 bis zum 8. März 1850 als Kompanieführer im III. Bataillon des 5. Landwehr-Regiment nach Preußisch Stargard kommandiert. Nach seiner Rückkehr in sein Stammregiment wurde er am 7. Februar 1851 Kompanieführer im IV. Bataillon. Boswell avancierte Mitte Oktober 1851 zum Hauptmann und Kompaniechef. Vom 1. April bis zum 30. September 1858 kommandierte man ihn in das Lehr-Infanterie-Bataillon. Am 12. April 1859 erfolgte seine Beförderung zum Major sowie am 1. Juli 1860 die Ernennung zum Kommandeur des Füsilier-Bataillons. In dieser Stellung wurde Boswell am 22. September 1863 Oberstleutnant und führte sein Bataillon 1864 während des Krieges gegen Dänemark bei der Belagerung und dem Sturm auf die Düppeler Schanzen sowie im Gefecht auf der Büffelkoppel. Dafür bekam er am 11. April 1864 den Roten Adlerorden IV. Klasse mit Schwertern und am 14. November 1864 den Kronen-Orden III. Klasse mit Schwertern.
Am 8. Mai 1866 erfolgte seine Versetzung als Kommandeur des 8. Ostpreußischen Infanterie-Regiments Nr. 45 nach Graudenz und einen Monat später die Beförderung zum Oberst. Während des folgenden Krieges gegen Österreich nahm er an den Schlachten bei Trautenau und Königgrätz teil und erhielt dafür den Roten Adlerorden III. Klasse mit Schwertern.
Boswell wurde am 11. Juli 1870 zum Kommandanten der Festung Minden ernannt und erhielt am 24. Juli 1870 den Charakter als Generalmajor. Für die Dauer der Mobilmachung anlässlich des Krieges gegen Frankreich war er Kommandeur einer kombinierten Infanterie-Brigade des XIV. Armeekorps, die sich aus den Infanterie-Regimentern Nr. 30 und 34 formierte. Für sein Wirken während der Belagerung von Straßburg erhielt Boswell das Eiserne Kreuz II. Klasse. Nach dem Vorfrieden von Versailles wurde er am 4. April 1871 mit Pension zur Disposition gestellt und am 7. November 1872 mit dem Kronen-Orden II. Klasse mit Schwertern am Ringe ausgezeichnet.
Er starb am 11. Juni 1876 unverheiratet in Görlitz.